# Полянська сільська рада (Золочівський район)
| Полянська сільська рада — колишній орган місцевого самоврядування у Золочівському районі Львівської області з адміністративним центром у с. Поляни. Історична дата утворення: в 1939 році. Водоймища на території, підпорядкованій даній раді: річка Стрипа. Сільській раді підпорядковані населені пункти: - с. Поляни - с. Красносільці - с. Махнівці - с. Чижів |

## Склад ради
Рада складається з 16 депутатів та голови.

### Керівний склад ради
| ПІБ                           | Основні відомості                                                                     | Дата обрання | Дата звільнення |
| ----------------------------- | ------------------------------------------------------------------------------------- | ------------ | --------------- |
| Шляхетко Оксана Володимирівна | Сільський голова, 1960 року народження, освіта, позапартійна                          | 26.03.2006   | 31.10.2010      |
| Ковбаса Володимир Михайлович  | Сільський голова, 1961 року народження, освіта вища, член Української Народної Партії | 31.10.2010   |                 |

Примітка: таблиця складена за даними джерела